# Everyday Is Christmas
Albums de Sia
This Is Acting
(2016) Music
(2021)
Singles
1. Santa's Coming for Us
Sortie : 30 octobre 2017
2. Snowman
Sortie : 9 novembre 2017

Everyday Is Christmas est le 8e album studio de l'auteure-compositrice-interprète australienne Sia, sorti en 2017 sur les labels Atlantic Records et Monkey Puzzle. Il s'agit d'un album de chansons de Noël.

## Genèse
C'est en se faisant la remarque qu'il n'y avait pas de nouveauté parmi les chansons de Noël que Sia s'est mise à travailler sur des chansons de fêtes de fin d'année. La chanteuse explique « Je m'amusais tellement, parce que c'est déjà là, tous les concepts, il suffit juste de les développer. Ce n'est pas comme si vous deviez avoir une idée originale pour commencer. C'est comme, Noël, le gui, ho-ho-ho, le père Noël, la liste de Noël, les elfes. Vous avez tout sur le sujet ».

## Singles
Le premier single Santa's Coming for Us est publié le 30 octobre 2017, en même temps que les précommandes de l'album. Le clip est présenté le 22 novembre 2017. On y retrouve les comédiens Kristen Bell (Veronica Mars), Dax Shepard, Caleb McLaughlin (Stranger Things), Henry Winkler (Happy Days), Susan Lucci (Devious Maids) Sophia Lillis et Wyatt Oleff de (Ça). La chanson sert de générique de fin au film franco-belge Santa et Cie (2017) d'Alain Chabat.
Le 9 novembre est publié le titre Snowman. Il se classe 3e du Holiday Digital Song Sales chart de Billboard.

## Liste des titres
Sources : Billboard
Toutes les chansons sont écrites et composées par Sia Furler et Greg Kurstin.
| 1.    | Santa's Coming for Us           | 3:26 |
| 2.    | Candy Cane Lane                 | 3:32 |
| 3.    | Snowman                         | 2:45 |
| 4.    | Snowflake                       | 4:02 |
| 5.    | Ho Ho Ho                        | 3:25 |
| 6.    | Puppies Are Forever             | 3:43 |
| 7.    | Sunshine                        | 3:25 |
| 8.    | Underneath the Mistletoe        | 3:50 |
| 9.    | Everyday Is Christmas           | 3:23 |
| 10.   | Underneath the Christmas Lights | 3:36 |
| 33:07 |                                 |      |

| Titre bonus - édition japonaise | Titre bonus - édition japonaise | Titre bonus - édition japonaise | Titre bonus - édition japonaise | Titre bonus - édition japonaise | Titre bonus - édition japonaise | Titre bonus - édition japonaise | Titre bonus - édition japonaise | Titre bonus - édition japonaise | Titre bonus - édition japonaise |
| No                              | Titre                           | Producteurs                     | Durée                           |                                 |                                 |                                 |                                 |                                 |                                 |
| ------------------------------- | ------------------------------- | ------------------------------- | ------------------------------- | ------------------------------- | ------------------------------- | ------------------------------- | ------------------------------- | ------------------------------- | ------------------------------- |
| 11.                             | My Old Santa Claus              |                                 | 3:24                            |                                 |                                 |                                 |                                 |                                 |                                 |
| 36:31                           |                                 |                                 |                                 |                                 |                                 |                                 |                                 |                                 |                                 |

## Éditions Deluxe
Après la sortie de l'album originel, deux versions « Deluxe » sortirent respectivement le 2 novembre 2018 et le 5 novembre 2021, avec de tous nouveaux titres exclusifs ainsi que des reprises :
| Titres bonus - Edition Deluxe (2018) | Titres bonus - Edition Deluxe (2018) | Titres bonus - Edition Deluxe (2018) | Titres bonus - Edition Deluxe (2018) | Titres bonus - Edition Deluxe (2018) | Titres bonus - Edition Deluxe (2018) | Titres bonus - Edition Deluxe (2018) | Titres bonus - Edition Deluxe (2018) | Titres bonus - Edition Deluxe (2018) | Titres bonus - Edition Deluxe (2018) |
| No                                   | Titre                                | Durée                                |                                      |                                      |                                      |                                      |                                      |                                      |                                      |
| ------------------------------------ | ------------------------------------ | ------------------------------------ | ------------------------------------ | ------------------------------------ | ------------------------------------ | ------------------------------------ | ------------------------------------ | ------------------------------------ | ------------------------------------ |
| 11.                                  | Round and Round                      | 2:29                                 |                                      |                                      |                                      |                                      |                                      |                                      |                                      |
| 12.                                  | Sing For My Life                     | 3:44                                 |                                      |                                      |                                      |                                      |                                      |                                      |                                      |
| 13.                                  | My Old Santa Claus                   | 3:24                                 |                                      |                                      |                                      |                                      |                                      |                                      |                                      |
| 42:44                                |                                      |                                      |                                      |                                      |                                      |                                      |                                      |                                      |                                      |

| Titres bonus - Snowman Deluxe Edition (2021) | Titres bonus - Snowman Deluxe Edition (2021) | Titres bonus - Snowman Deluxe Edition (2021) | Titres bonus - Snowman Deluxe Edition (2021) | Titres bonus - Snowman Deluxe Edition (2021) | Titres bonus - Snowman Deluxe Edition (2021) | Titres bonus - Snowman Deluxe Edition (2021) | Titres bonus - Snowman Deluxe Edition (2021) | Titres bonus - Snowman Deluxe Edition (2021) | Titres bonus - Snowman Deluxe Edition (2021) |
| No                                           | Titre                                        | Durée                                        |                                              |                                              |                                              |                                              |                                              |                                              |                                              |
| -------------------------------------------- | -------------------------------------------- | -------------------------------------------- | -------------------------------------------- | -------------------------------------------- | -------------------------------------------- | -------------------------------------------- | -------------------------------------------- | -------------------------------------------- | -------------------------------------------- |
| 14.                                          | Pin Drop                                     | 3:59                                         |                                              |                                              |                                              |                                              |                                              |                                              |                                              |
| 15.                                          | Santa Visits Everyone                        | 3:08                                         |                                              |                                              |                                              |                                              |                                              |                                              |                                              |
| 16.                                          | Snowman (Slowed Down & Snowed In Remix)      | 3:01                                         |                                              |                                              |                                              |                                              |                                              |                                              |                                              |
| 52:52                                        |                                              |                                              |                                              |                                              |                                              |                                              |                                              |                                              |                                              |

Le 9 novembre 2022, il est annoncé que pour fêter les cinq ans de la sortie de l'album, une nouvelle version « deluxe » de Everyday Is Christmas est prévue, avec quatre nouveaux titres dont un remix. Cette version étendue de l'album, qui regroupe au total 20 titres, sort le 11 novembre 2022.
| Titres bonus - Snowman Deluxe Edition (2022) | Titres bonus - Snowman Deluxe Edition (2022) | Titres bonus - Snowman Deluxe Edition (2022) | Titres bonus - Snowman Deluxe Edition (2022) | Titres bonus - Snowman Deluxe Edition (2022) | Titres bonus - Snowman Deluxe Edition (2022) | Titres bonus - Snowman Deluxe Edition (2022) | Titres bonus - Snowman Deluxe Edition (2022) | Titres bonus - Snowman Deluxe Edition (2022) | Titres bonus - Snowman Deluxe Edition (2022) |
| No                                           | Titre                                        | Durée                                        |                                              |                                              |                                              |                                              |                                              |                                              |                                              |
| -------------------------------------------- | -------------------------------------------- | -------------------------------------------- | -------------------------------------------- | -------------------------------------------- | -------------------------------------------- | -------------------------------------------- | -------------------------------------------- | -------------------------------------------- | -------------------------------------------- |
| 16.                                          | Naughty & Nice                               | 2:11                                         |                                              |                                              |                                              |                                              |                                              |                                              |                                              |
| 17.                                          | 12 Nights                                    | 04:07                                        |                                              |                                              |                                              |                                              |                                              |                                              |                                              |
| 18.                                          | 3 Minutes 'Til New Years                     | 03:41                                        |                                              |                                              |                                              |                                              |                                              |                                              |                                              |
| 19.                                          | Snowman (Slowed Down)                        | 03:01                                        |                                              |                                              |                                              |                                              |                                              |                                              |                                              |
| 20.                                          | Snowman (Sped Up Version)                    | 02:18                                        |                                              |                                              |                                              |                                              |                                              |                                              |                                              |
| 63:49                                        |                                              |                                              |                                              |                                              |                                              |                                              |                                              |                                              |                                              |